# Гаплогруппа U7 (мтДНК)
Гаплогруппа U7 — гаплогруппа митохондриальной ДНК человека.

## Субклады
- U7a C151T
- U7b T10084C
- U7c C2282T
- U7d C14131T

## Распространение
Кавказ
- адыги — 0.7%, мегрелы — 1.3%, южные осетины — 8.3%.[1]
- карачаевцы — 0.8%, балкарцы — 0.9%, холамцы — 3.6%, малкарцы — 1.6%.[2]

## Палеогенетика

### Неолит
- U7 определили у неолитического образца Tutkaul 1 (8419—8026 лет до настоящего времени, Y-хромосомная гаплогруппа Q1b2a, ANE) со стоянки Туткаул в Таджикистане[3].
- MTT001 — Ментеш Тепе — Товузский район (Азербайджан) — 7679–7594 BP C14 — Ж — U7.[4]

### Халколит
- I2918 / TH16-2 — Тепе-Гиссар C — Иран — 3702–3536 calBCE — Ж — U7.[5]

### Бронзовый век
Таримские мумии
- Сяохэ[англ.] — Лобнор, СУАР — Китай — 4000–3500 14C yBP | Upper layer: MW — Ж — U7 // Fourth layer: Bm22 — М — U7.[6]

### Железный век
Древний Египет — Абусир
- Третий переходный период: JK2889 / 1521 — 797–674 cal BC — М — 30–40 лет — U7.[7]
- Римский Египет: JK2925 / 1601 — 5–54 calAD — U7 // JK2984 / 1631 — 32–122 cal AD — U7.[7]

Пазырыкская культура
- J12_3 — Юстыд 12, курган 6 — Чуйская степь, Алтай — Россия — IV–III вв. до н.э. — U7.[8]

Сарматы
- RD-3 — могильник «Царский» — Недвиговка, Мясниковский район — Россия — VI–II вв. до н.э. — U7.[9]

### Средние века
Викинги
- Осебергская ладья — Тёнсберг, Норвегия — 780–790 AD — Ж — U7.[10]
- A396 / K1 — Kongemarken, Дания — 1000–1250 AD — М — 45+ лет — U7.[11][12][13]

## Публикации
2005
- Rudbeck L., et al. mtDNA analysis of human remains from an early Danish Christian cemetery. American Journal of Physical Anthropology (18 апреля 2005).

2006
- Per Holck. The oseberg ship burial, Norway: new thoughts on the skeletons from the grave mound. European Journal of Archaeology (2006).

2008
- Melchior L, Kivisild T, Lynnerup N, Dissing J. Evidence of Authentic DNA from Danish Viking Age Skeletons Untouched by Humans for 1,000 Years. PLOS One (28 мая 2008).

2010
- Литвинов С. С. Изучение генетической структуры народов Западного Кавказа по данным о полиморфизме Y-хромосомы, митохондриальной ДНК и Alu-инсерций. — Уфа, 2010. — 23 с.
- Melchior L, Lynnerup N, Siegismund HR, Kivisild T, Dissing J. Genetic Diversity among Ancient Nordic Populations. PLOS One (30 июля 2010).

2011
- Clio Der Sarkissian. The Mitochondrial Gene Pool of Scythians of the Rostov Area, Russia: A Melting Pot of Eurasian Influences // Mitochondrial DNA in ancient human populations of Europe. — Аделаида, 2011.

2015
- Li C., Ning C., Hagelberg E. et al. Analysis of ancient human mitochondrial DNA from the Xiaohe cemetery: insights into prehistoric population movements in the Tarim Basin, China. BMC Genomics (8 июля 2015).

2017
- Unterländer M., Palstra F., Lazaridis I. et al. Ancestry and demography and descendants of Iron Age nomads of the Eurasian Steppe. Nature (3 марта 2017).
- Sahakyan, H., Hooshiar Kashani, B., Tamang, R. et al. Origin and spread of human mitochondrial DNA haplogroup U7. Scientific Reports (7 апреля 2017).
- Schuenemann V., Peltzer A., Welte B. et al. Ancient Egyptian mummy genomes suggest an increase of Sub-Saharan African ancestry in post-Roman periods. Nature (30 мая 2017).

2019
- Джаубермезов М. А., Екомасова Н. В., Рейдла М., Литвинов С. С., Габидуллина Л. Р., Виллемс Р., Хуснутдинова Э. К. Генетическая характеристика балкарцев и карачаевцев по данным об изменчивости митохондриальной ДНК // Генетика. — 2019. — Т. 55, № 1. — С. 110—120.
- Narasimhan V., Patterson N., Moorjani P. et al. The formation of human populations in South and Central Asia. Science (6 сентября 2019). Архивировано 31 марта 2018 года.

2020
- Skourtanioti E. et al. Genomic History of Neolithic to Bronze Age Anatolia, Northern Levant, and Southern Caucasus. Cell (28 мая 2020).